# Alessandro Grandoni
Alessandro Grandoni, född 27 juli 1977 i Terni, är en italiensk före detta fotbollsspelare.

## Karriär

### Ternana och Lazio
Grandoni startade karriären i sin hemstad med Ternana Calcio. Han upptäcktes av storklubben SS Lazio och värvades dit 1995, men lånades sedan tillbaka till Ternana den kommande säsongen. Grandoni representerade sedan Lazio säsongerna 1996-1997 och 1997-1998, då han spelade totalt 33 seriematcher och var med om att vinna Coppa Italia 1998.

### Sampdoria
Sommaren 1998 såldes Grandoni till Sampdoria. Han spelade ordinarie sin första säsong med klubben, men lånades sedan ut till Torino. 2000 återkom Grandoni till Sampdoria där han kom att spela ordinarie de kommande tre och en halv säsongen, samtliga utom den sista i Serie B. I januari 2004 lånades Grandoni ut till Modena, som kämpade för att klara Serie A-kontraktet. Modena misslyckades och Grandoni lämnade klubben.

### Livorno
Istället skrev Grandoni på för Serie A-nykomlingen Livorno sommaren 2004. Grandoni blev snabbt ordinarie i laget och spelade en viktig roll i klubben under fyra raka säsonger i Serie A. 2008 åkte laget ur högsta serien, men Grandoni stannade kvar och utsågs till lagkapten. En skada satte dock stopp för Grandoni under hösten 2008 och när han återkom hade han förlorat sin plats.

### Gallipoli, Olympiakos och Sporting
31 augusti 2009 lämnade Grandoni Livorno efter fem säsonger och över 140 matcher. Han hamnade istället i Serie B-klubben Gallipoli. Laget var dock för dåligt rustat och säsongen slutade med att man åkte ur serien.
Grandoni som stod kontraktslös prövade då lyckan hos grekiska Olympiakos Volou, men efter att inte ha deltagit i en enda match bröts kontraktet i november 2010.
2011 skrev Grandoni istället på för amatörklubben Sporting Terni från hemstaden.

## Landslag
Alessandro Grandoni spelade under flera säsonger med Italiens U21-landslag och vann U21-EM i Slovakien 2000. Förutom Grandoni innehöll det laget även spelare som Andrea Pirlo, Gennaro Gattuso och Christian Abbiati.

## Meriter
- Mästare i Coppa Italia: 1

Lazio 1997-1998
- Mästare i U21-EM:1

Italien U21 2000